# Thuès-Entre-Valls
Thuès-Entre-Valls – miejscowość i gmina we Francji, w regionie Oksytania, w departamencie Pireneje Wschodnie.
Według danych na rok 1990 gminę zamieszkiwało 48 osób, a gęstość zaludnienia wynosiła 2 osoby/km² (wśród 1545 gmin Langwedocji-Roussillon Thuès-Entre-Valls plasuje się na 852. miejscu pod względem liczby ludności, natomiast pod względem powierzchni na miejscu 294.).